# Central térmica San Nicolás
La Central Térmica San Nicolás, es una planta termoeléctrica de Argentina. Utiliza como combustible carbón, fueloil y/o gas natural, discontinuándose su producción con carbón, desde 2026. Se ubica a la orilla derecha del río Paraná, al extremo norte de la provincia de Buenos Aires, en el Partido de San Nicolás. 

## Historia
La historia de Central Térmica San Nicolás comienza en 1950, durante el gobierno de Juan Domingo Perón cuando, luego del proceso de licitación llevado a cabo por el Estado Nacional, empieza la construcción de la misma. Del llamado a licitación, concurrieron empresas mundiales. Y el 23 de octubre de 1951 se firmó el contrato entre la empresa estatal Agua y Energía Eléctrica y el Consorcio alemán formado por las firmas Siemens-Schukertwerke A.G., Aligemeine Elektrizitäts-Gesellschaft y L & C Steinmüller.
Este emprendimiento perteneció al Segundo Plan Quinquenal en Argentina, de desarrollo de la industria pesada. 
Originalmente, cuando solo poseía cuatro generadores instalados por empresas de origen alemán, se la denominaba "Super Usina" y comenzó su operación en 1957 con 300 MW.
Actualmente, posee una capacidad instalada de 675 MW y fue adquirida por AES en mayo de 1993.
El bloque N.º 7, produce 330 MW. El bloque N.º 4 a fueloil genera 70 MW, mientras que el bloque N.º 2, a carbón genera 55 MW En 2004 se incorporó el arranque en negro (black start) de 25 MW que elevó la potencia instalada a 675 MW y ese mismo año la planta obtuvo la certificación ISO 14000. 
En 2006 anunció una inversión de 30 millones de pesos para ampliar la capacidad de generación obras en cuatro de los cinco bloques con que cuenta, lo cual permitirá incrementar la capacidad en 100 MW adicionales se incorporará una tercera grúa de 27 toneladas que permitirá ampliar la capacidad de descarga del puerto y se instalará un nuevo sistema de reducción de emisiones, concluyendo los trabajos un año después.
En la actualidad la Central Térmica San Nicolás es una de las plantas más versátiles del país. En 2006 llegó a 1.550.000 horas-persona de actividad sin pérdidas de días de trabajo y generó 2.000 GWh.
Cabe destacar que, adicionalmente, en el ducto de 20 kv de salida de la Unidad 5 de la Central Térmica San Nicolás se cuenta con un sistema de baterías de almacenamiento de energía (BESS) de 16 MW que cumple la función de aportar regulación primaria de frecuencia, aún estando la unidad generadora fuera de servicio.

## Muelles[5]
- Denominación de Muelle: MUELLE 1
- Metros lineales de atraque: 333 m
- Calado del Muelle: 10 m
- Eslora Máxima: 226 m
- Tipo de Buque de Diseño: Panamax